# Parada de Laviote
Parada de Laviote (llamada oficialmente San Xulián de Parada de Labiote) es una parroquia y un lugar del municipio español de Irijo, en la provincia de Orense, Galicia.

## Toponimia
La parroquia también es conocida por los nombres de San Julián de Parada de Laviote y San Xulián de Parada de Laviote.

## Organización territorial
La parroquia está formada por cuatro entidades de población:
- Nogueira
- Parada
- Prexigueiro
- Xirei

## Demografía

### Parroquia
| Gráfica de evolución demográfica de Parada de Laviote (parroquia) entre 2000 y 2022 |
|                                                                                     |
| Datos según el nomenclátor publicado por el INE.                                    |

### Lugar
| Gráfica de evolución demográfica de Parada (lugar) entre 2000 y 2022 |
|                                                                      |
| Datos según el nomenclátor publicado por el INE.                     |